# Berbigão do Boca
O Berbigão do Boca é uma festa e um bloco da cidade brasileira de Florianópolis que tradicionalmente abre os festejos de carnaval da cidade. Criado em 1992 e tendo saído pela primeira vez em 1993, surgiu com o objetivo de estender por mais tempo e animar o carnaval de Florianópolis e se tornou um dos eventos mais tradicionais da cidade, sendo provavelmente o evento de carnaval local mais conhecido nacionalmente.
Nomeado em homenagem a um de seus fundadores, Paulo Bastos Abraham, conhecido como Boca, e ao berbigão, fruto do mar típico da cidade, a festa tem entre suas tradições o concurso culinário com receitas do molusco e o desfile pelas ruas do Centro ao som da tradicional marchinha do Berbigão com os bonecos gigantes, que representam pessoas que tiveram relevância na vida da cidade e do carnaval local.

## História

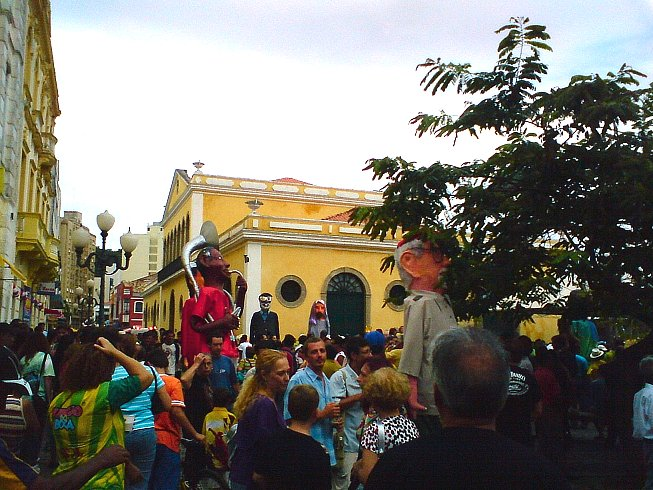
Berbigão do Boca próximo a Alfândega em 2008.

No início do anos 1990, o Carnaval de Florianópolis tinha passado recentemente por uma transformação física e estrutural. Alguns anos antes, o aterro da Baía Sul e as pontes mudaram o cenário do Centro da cidade. As festas de carnaval, que tradicionalmente aconteciam no entorno da Praça XV de Novembro, se dividiram, com os desfiles das escolas de samba deixando a praça e indo para a Avenida Paulo Fontes, e depois para a Passarela Nego Quirido. Muitos foliões não gostaram da mudança e diziam que o carnaval florianopolitano estava perdendo sua força de outrora.

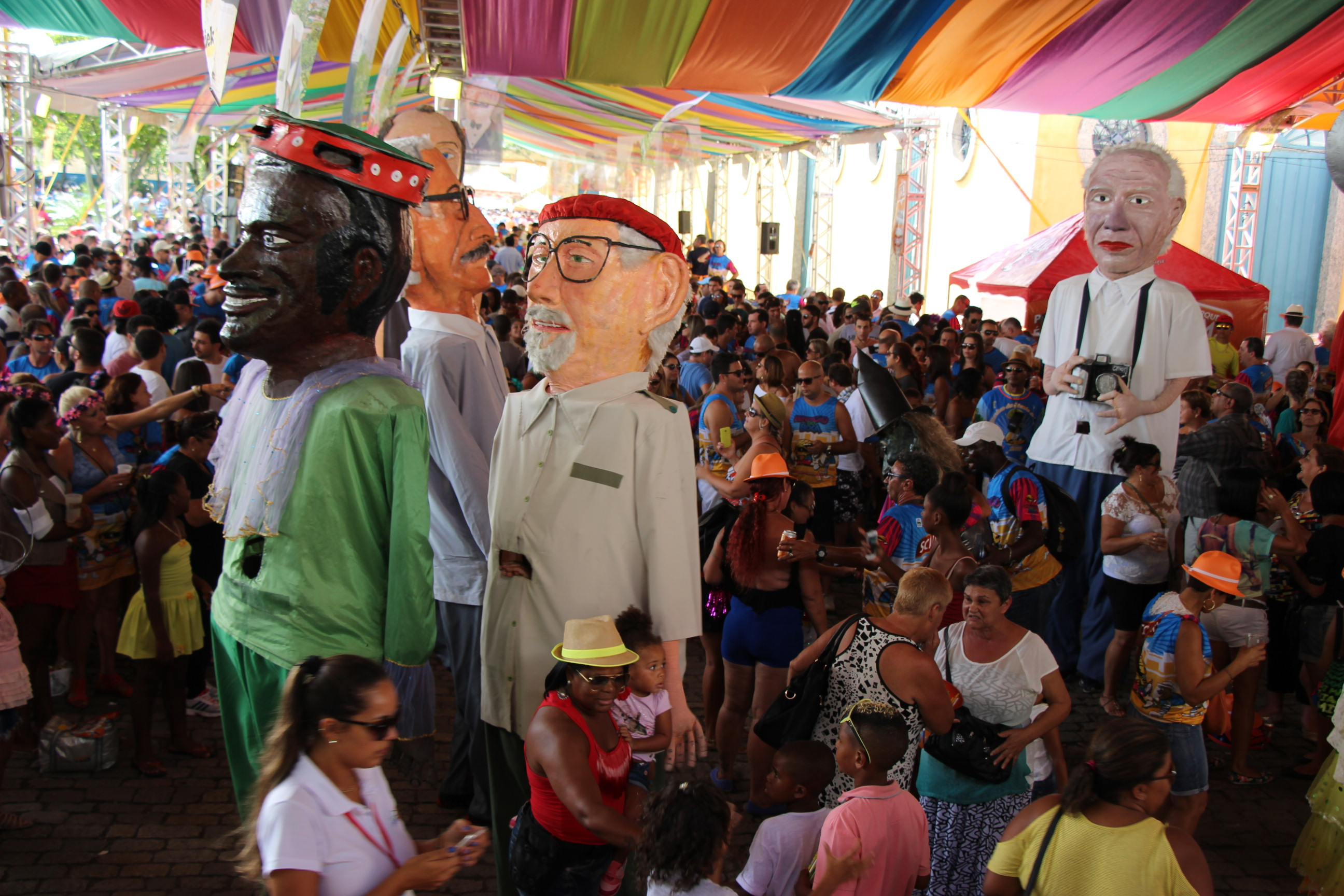
O pavilhão usado nos anos recentes durante o Berbigão do Boca de 2015.

Na quarta-feira de cinzas de 1992, no bar do Clube Doze, em Coqueiros, um grupo de sete foliões estava reunido. O grupo era formado por Ricardo Bastos Ferreira, o Caco, Euclides Bianchini, o Tico, Paulo Roberto da Rosa, o Paulão, Sérgio Rebelo, o Serginho, Adil Rebelo, o Rebelinho, Leonardo Garofallis, o Nado, e Paulo Bastos Abraham, o Boca. Em entrevista, Nado comenta que Boca estava chateado com o fato de que, naquela mesma hora, em Pernambuco, o Bacalhau do Batata ainda arrastava uma multidão com os bonecos de Olinda, enquanto em Florianópolis o carnaval estava acabado e cada vez mais desanimado, sugerindo a criação de um bloco pra estender a folia como faziam os pernambucanos. Os outros gostam da ideia e sugeriram criar um bloco pra animar as pessoas, mas ao invés de fechar o carnaval como o Bacalhau, abrir a folia, aproveitando que, naquele ano, o tradicional Enterro da Tristeza, que sai na quinta antes do carnaval abrindo a semana, não tinha desfilado. 

Os amigos então fixaram uma data - na sexta anterior a sexta de carnaval - e um local - na região do Mercado Público e no Largo da Alfândega, dois dos locais mais tradicionais do Centro. O nome foi sugerido por Nado, em homenagem ao berbigão, molusco popular da culinária de Florianópolis, e ao Boca, porque, além de ser ele que estava reclamando inicialmente, também era considerado pelos outros o maior folião daquele grupo - ele tinha fundado o bloco de sujos Sou + Eu alguns anos antes. Boca é o diretor do Berbigão até hoje. Nado também ainda faz parte da diretoria.

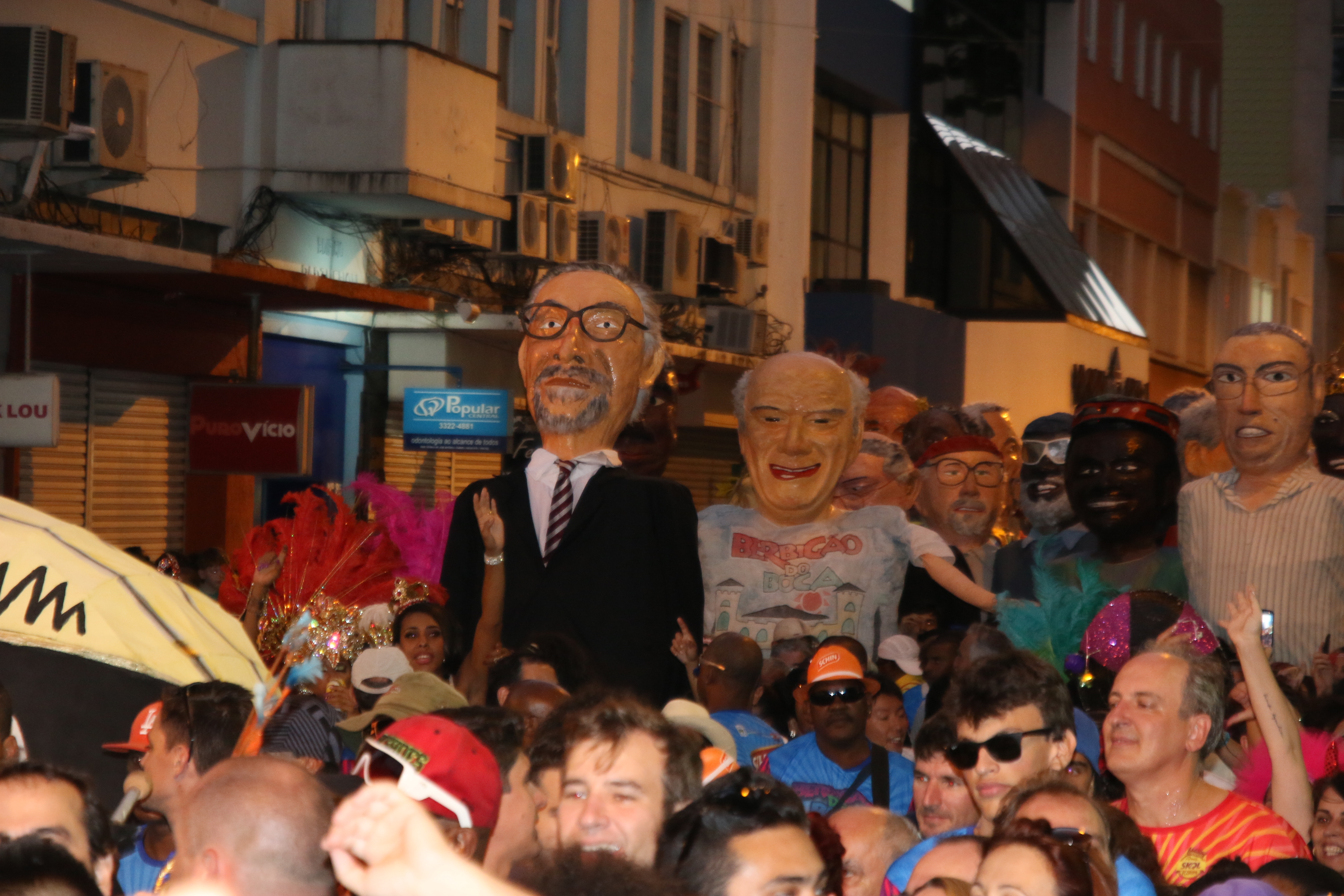
O arrastão do Berbigão do Boca, quando a festa toma as ruas do Centro de Florianópolis.

Em 1993, o bloco sai as ruas pela primeira vez, e logo cai no gosto popular. Em 1995, surgem os primeiros bonecos, ligados a uma tradição local, a das maricotas do Boi de Mamão. Até 2000, o vão central do Mercado Público foi usado, mas o sucesso de público leva a festa a ocupar também o Largo da Alfândega, e na atualidade, se usa também um pavilhão montado na Avenida Paulo Fontes, ao lado do Mercado e junto ao largo.
Em 2003, um decreto declara o Berbigão a abertura oficial do Carnaval de Florianópolis. Em 2012, a festa foi declarada oficialmente Patrimônio Imaterial de Florianópolis. Em 2017, um livro de receitas de Berbigão foi lançado em comemoração aos 25 anos da festa.
Desde 1993, a festa acontece quase que anualmente - as exceções foram nos anos de 2007, 2017 e, devido a pandemia de COVID-19, entre 2021 e 2022 - atraindo, em seus últimos anos, cerca de cem mil pessoas durante todo o período da festa e entre 50 e 60 mil no arrastão pelas ruas, o auge do evento.

## Bonecos gigantes
Em 1995 estreiam os bonecões do Berbigão, que remetem as maricotas do Boi de Mamão, uma tradição da colonização açoriana similar aos gigantones. É provável também que os bonecos do carnaval de Olinda, já famosos, também tenham influenciado, mas diferente destes, existe uma regra para sua criação: essas esculturas representam pessoas falecidas que se destacaram em vida na cultura popular florianopolitana e, em especial, mas não obrigatoriamente, no carnaval da cidade. Muitas vezes se brinca dizendo que a pessoa "virou boneco" e não que morreu. Atualmente são quarenta e três bonecões. O artista plástico Allan Cardoso é o criador dos bonecões.

### Os bonecos
| Homenageado                              | Motivo                                                                         | Falecido em | Estréia do boneco |
| ---------------------------------------- | ------------------------------------------------------------------------------ | ----------- | ----------------- |
| Hilton da Silva (Lagartixa)              | Folião famoso desde os anos 1940, foi Rei Momo da cidade por muitos anos.      | 1997        | 1995              |
| Luiz Henrique Rosa                       | Cantor e compositor de bossa nova e MPB.                                       | 1985        | 1996              |
| Beto Stodieck                            | Jornalista e cronista social.                                                  | 1990        | 1997              |
| Antônio Carlos Costa (Nego Tuca)         | Músico, DJ e batuqueiro, atuou em escolas e blocos como o Enterro da Tristeza. | 1996        | 1998              |
| Cláudio Alvim Barbosa (Zininho)          | Cantor e compositor. Compôs o Rancho de Amor à Ilha, o hino de Florianópolis.  | 1998        | 1999              |
| Hélio do Amaral Lange (Paru)             | Folião famoso.                                                                 | 1998        | 2000              |
| Neide Maria Rosa                         | Cantora. Foi a interprete original do Rancho de Amor à Ilha.                   | 1994        | 2000              |
| Djalma do Piston                         | Músico.                                                                        |             | 2001              |
| João da Costa (Negão Tenente)            | Ritmista.                                                                      |             | 2002              |
| Ernesto Meyer Filho                      | Artista plástico.                                                              |             | 2002              |
| Beatriz Rosa (Bia Rosa)                  | Promoter social.                                                               | 2000        | 2003              |
| Carlinhos da Tuba                        | Músico.                                                                        | 2005        | 2004              |
| Pedrinho do Pandeiro                     | Cantor e compositor. Compôs a música do Berbigão do Boca.                      |             | 2004              |
| Aldírio Simões da Silva                  | Jornalista, escritor e cronista social, criador do Troféu Manézinho da Ilha.   | 2004        | 2005              |
| Cláudio Hahn da Silva (Miro)             | Colunista social.                                                              |             | 2005              |
| Yoldory Bittencourt                      | Folião famoso.                                                                 | 2005        | 2006              |
| Danilo de Souza Luiz (Serratini)         | Músico.                                                                        | 2005        | 2006              |
| Antônio Henrique Bulcão Viana            | Político.                                                                      | 2007        | 2008              |
| Ricardinho Bavasso                       | Colunista.                                                                     | 2005        | 2008              |
| Ademar de Oliveira (Ademar Ben Johnson)  | Garçom.                                                                        |             | 2008              |
| Tullo Cavalazzi                          | Maestro.                                                                       | 2008        | 2009              |
| Abelardo Henrique Blumenberg (Avez-Vous) | Folião famoso. Fundou a Copa Lord e atuou em várias escolas e blocos.          | 2008        | 2009              |
| Ariel Bottaro Filho                      | Jornalista e cronista social.                                                  |             | 2009              |
| Hélio Norberto da Silva (Cabrinha)       | Folião famoso. Foi presidente da Protegidos por muitos anos.                   |             | 2009              |
| Nivaldo Machado Filho (Dedão)            | Folião famoso.                                                                 |             | 2010              |
| Erotides Helena da Silva (Nega Tide)     | Foliã famosa, Eterna Cidadã Samba.                                             | 2010        | 2011              |
| Adir Manoel da Cunha (Mestre Dica)       | Carnavalesco.                                                                  |             | 2011              |
| Airton Oliveira (Peteleco)               | Carnavalesco, compositor e apoiador do carnaval.                               |             | 2012              |
| Franklin Joaquim Cascaes                 | Pesquisador da cultura açoriana.                                               | 1983        | 2012              |
| Adilson Coelho                           | Folião famoso, Cidadão Samba.                                                  |             | 2012              |
| Carlos Magno                             | Carnavalesco, dá nome ao prêmio dos destaques do carnaval.                     |             | 2013              |
| Paulo Dutra                              | Fotógrafo.                                                                     |             | 2013              |
| Valmir José Mendes (Maestro Mendes)      | Músico.                                                                        | 2013        | 2014              |
| Orlando Pessi (Torrado)                  | Folião famoso.                                                                 | 2013        | 2014              |
| Wilmar Pacheco (Pitanga)                 | Manezinho famoso.                                                              | 2014        | 2015              |
| Jorge Luiz Arsênio                       | Carnavalesco.                                                                  |             | 2016              |
| Hiedy de Assis Corrêa (Hassis)           | Pintor e muralista.                                                            | 2001        | 2016              |
| Maurício Amorim                          | Coordenador do concurso gastrônomico do Berbigão do Boca.                      | 2016        | 2018              |
| Túlio Carpes                             | Folião famoso, criador da banda Mexe-Mexe.                                     | 2017        | 2019              |
| Hernani Luís Barbosa (Hulk)              | Rei Momo da cidade por muitos anos.                                            | 2019        | 2020              |
| Osvaldo Gonçalves (Dico)                 | Carnavalesco famoso por suas fantasias.                                        | 2021        | 2023              |
| Nilton Elizeu da Silva (Mestre Rato)     | Mestre da bateria do Berbigão e de várias escolas de samba.                    | 2022        | 2024              |
| Lídio Augusto Costa (Seu Lidinho)        | Passista da Copa Lord e folião famoso.                                         | 2024        | 2025              |

## Eventos

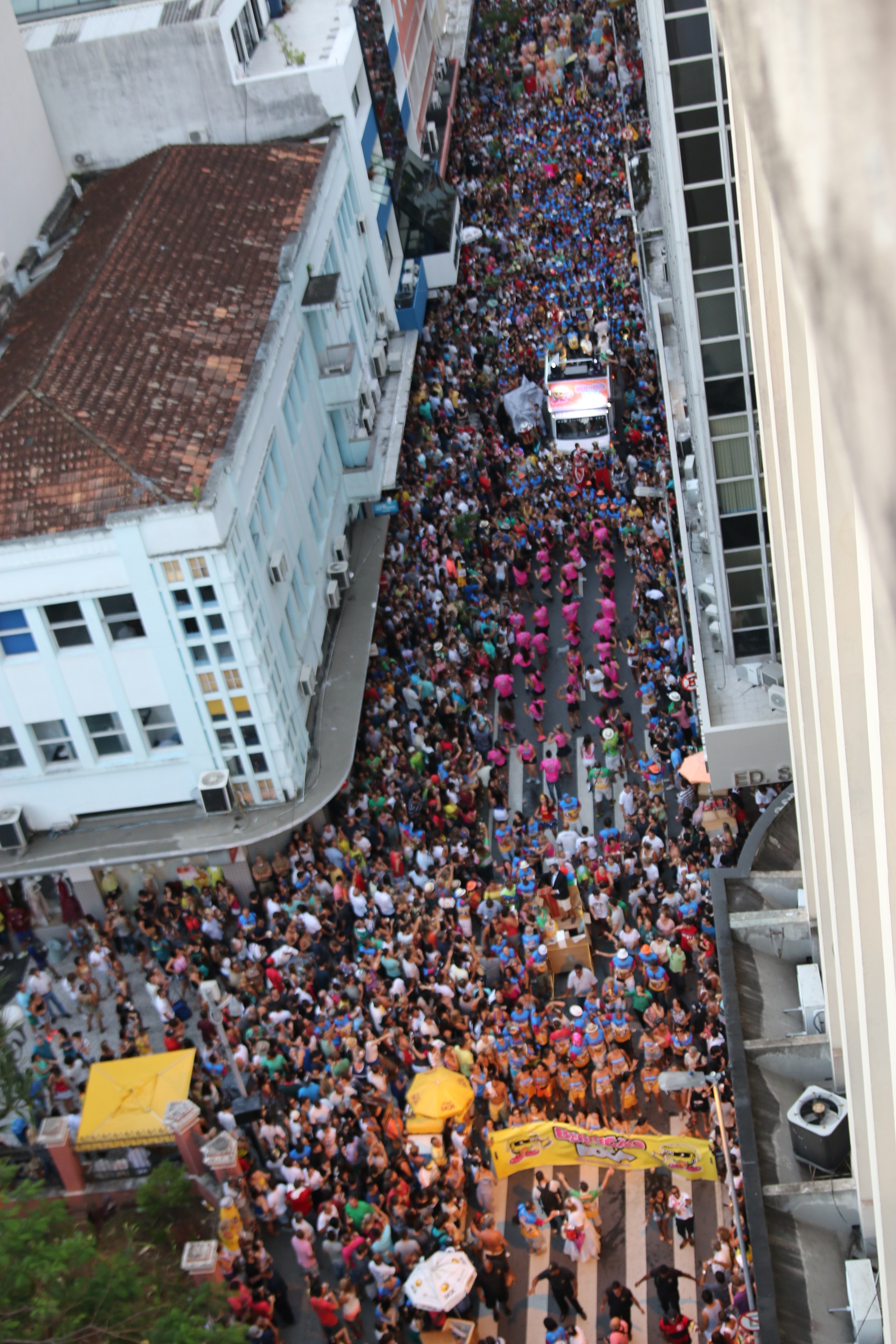
O arrastão do Berbigão do Boca na Rua Tenente Silveira, próximo ao Palácio Cruz e Sousa.

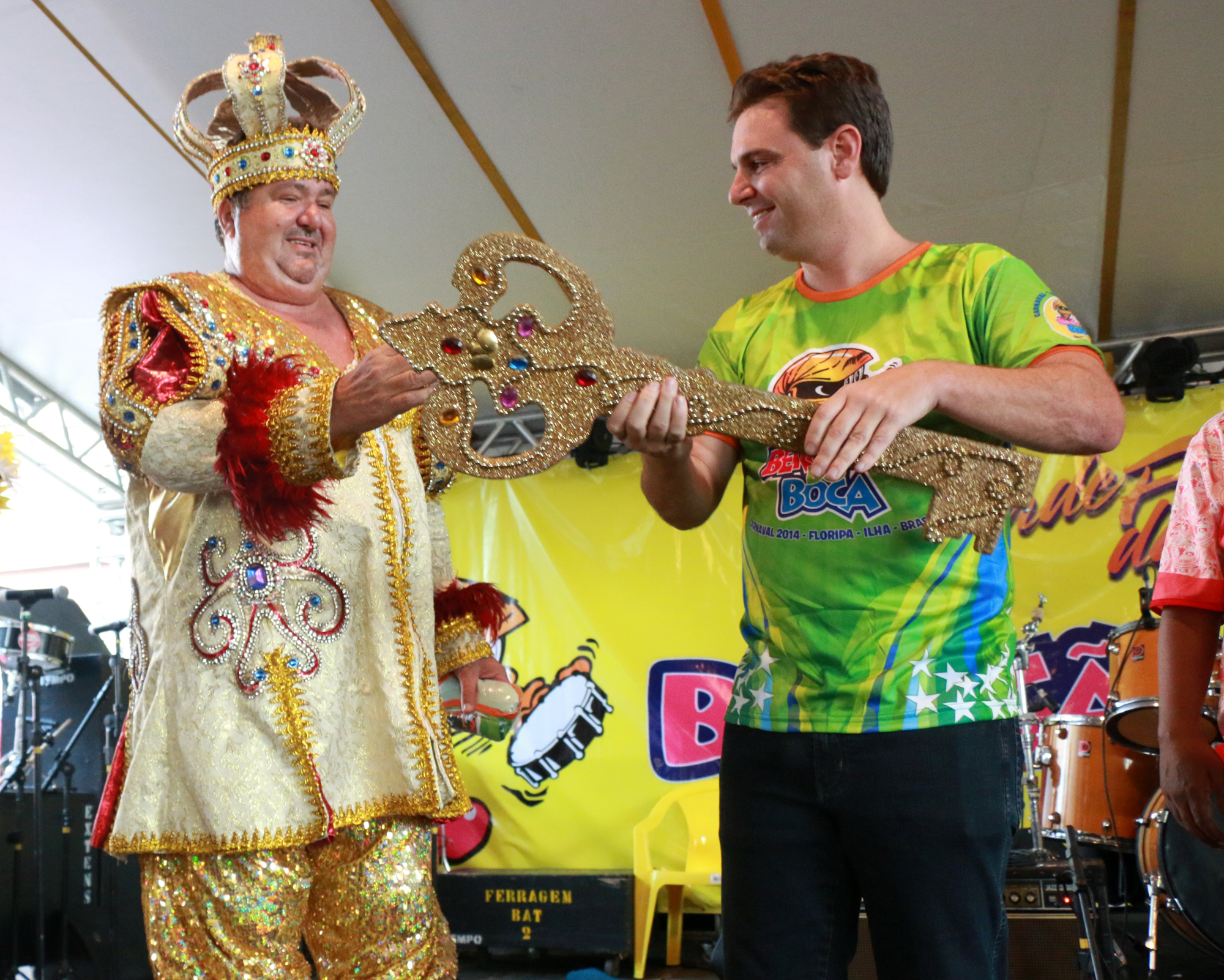
O Rei Momo Hulk recebendo a chave da cidade do prefeito no Berbigão do Boca de 2014.

A festa do Berbigão dura entre dez e doze horas, começando ao meio-dia da sexta anterior a sexta-feira de carnaval e terminando no fim da noite. Diversos eventos acontecem nesse tempo. No início, o festival gastronômico, onde os competidores disputam com pratos que tenham o berbigão como o destaque da receita. O festival foi idealizado por Maurício Amorim, que o coordenou por muitos anos. Também são apresentados os novos bonecos, são dados os troféus Amigo do Berbigão do Boca e bandas, artistas e entidades culturais em geral se apresentam. Já a rainha do Berbigão é eleita alguns dias antes da festa.  
Tradicionalmente, no Berbigão o prefeito entrega a chave da cidade ao Rei Momo, momento que simbolicamente dá início ao carnaval. 
Finalmente, no início da noite, começa o arrastão, quando a festa vira um bloco que toma as ruas da cidade com a corte do carnaval e os bonecos. O desfile é o auge da festa, e cerca de sessenta mil pessoas participam do desfile, que sai do local da festa no Largo da Alfândega e atravessa o Centro indo até a Praça XV e retornando a Alfândega em cerca de duas ou três horas de bloco.
O Berbigão também oferece, alguns dias depois da festa, o Tamborim de Ouro para a escola melhor avaliada pelos jurados próprios do Berbigão nesse quesito, que não é contemplado nas notas do desfile das escolas de samba.

## Música
Uma das tradições do Berbigão do Boca é que o arrastão toca uma única marchinha, o samba-hino do Berbigão do Boca. Foi composta por Pedro Paulo Fazzini, o Pedrinho do Pandeiro. Dudu França, amigo de Pedrinho, fez a gravação oficial.
| “ | No Berbigão do Boca, a grande festa da ilha... começa o Carnaval, que maravilha! Hoje eu vou cantar, beber até cair... no Berbigão do Boca, aqui ninguém pode dormir! É festa pra rachar, é uma coisa louca, vamos botar pra quebrar, no Berbigão do Boca! | ” |